# Ellingshausen
Ellingshausen est une municipalité allemande du land de Thuringe située dans l’arrondissement de Schmalkalden-Meiningen, au centre de l’Allemagne.

## Personnalités liées à la ville
- Viktor Kühne (1857-1945), général mort à Ellingshausen.